# Mickael De Marco
Pour les articles homonymes, voir De Marco.

a Compétitions nationales et continentales officielles uniquement.

b Matchs officiels uniquement.
Dernière mise à jour le 26 décembre 2019.
Mickael De Marco, né le 22 avril 1989 à Montpellier, est un joueur français et international espagnol de rugby à XV évoluant au poste de deuxième ligne au sein de l'effectif du SU Agen.

## Carrière
Il fait partie de la promotion Guy Basquet (2006-2007) au Pôle France du centre national de rugby de Linas-Marcoussis aux côtés de, entre autres, Yann David, Yoann Maestri et Adrien Tomas.

### En club
Formé au Montpellier Hérault rugby, il dispute son premier match en Top 14 le 28 avril 2009 contre le Stade français Paris après avoir joué avec l'équipe espoir du club. 
Il est prêté un an au LOU Rugby pour la saison 2014-2015. Puis il s'engage pour la saison 2015-2016 à l'US Oyonnax.
En avril 2020, le président d'Agen annonce que le joueur se retire des terrains à cause des blessures

### Internationale
- 8 sélections en équipe de France des moins de 20 ans[1]. Il participe au Championnat du monde juniors au Japon (du 5 au 21 juin 2009)[5] avec son coéquipier Geoffrey Doumayrou.
- Sélections en équipe de France moins de 19 ans.
- Sélections en équipe de France moins de 18 ans.

## Palmarès
- Vice-champion de France en 2011 avec le Montpellier Hérault rugby.
- Champion de France de Pro D2 2017 avec l'US Oyonnax.